# Novembre 1985

## Événements
- 3 novembre (Formule 1) : Grand Prix automobile d'Australie.
- 6 novembre : le dirigeant conservateur Aníbal Cavaco Silva est nommé Premier ministre du Portugal. Il reste celui qui occupa le plus longtemps cette fonction (fin du mandat en 1995).
- 13 novembre : Éruption catastrophique du Nevado del Ruiz en Colombie, faisant 25 000 morts (du fait d'un lahar) : un géographe français, J.-C. Thouret, avait cartographié les impacts possibles d'une telle catastrophe mais les autorités n'avaient pas jugé opportun de faire évacuer la ville. Les télévisions retransmettent le décès en direct d'une fillette.
- 15 novembre : sommet anglo-irlandais de Hillsborough, au terme duquel sont signés des accords qui reconnaissent un droit de regard à l’Irlande du Sud sur les affaires de l’Ulster et instaurent un conseil intergouvernemental discutant des problèmes et de l’avenir politique de la province.
- 19 novembre : sommet de Genève amorçant une coopération entre les États-Unis et l'URSS.
- 20 novembre : sortie de Windows 1.0, première version du système d'exploitation de Microsoft.
- 21 novembre :
  - déclaration conjointe Reagan-Gorbatchev à l'issue du sommet de Genève[1].
  - discours de Ronald Reagan devant le congrès au sujet du sommet de Genève[2].

## Naissances
- 1er novembre : Mehdi Savalli, matador français.
- 10 novembre : « Morenito de Aranda » (Jesús Martínez Barrios), matador espagnol.
- 11 novembre : Luton Shelton, joueur de football jamaïcain († 22 janvier 2021).
- 15 novembre : Victoria Petrosillo, chanteuse française.
- 20 novembre : Floriane Stadelmann, star française.
- 21 novembre :
  - Jesús Navas, footballeur espagnol.
  - Carly Rae Jepsen, chanteuse canadienne.
- 28 novembre : 
  - Shy'm, chanteuse de R'n'b française.
  - Magdolna Rúzsa, chanteuse hongroise.
  - Landry N'Guemo, footballeur camerounais († 27 juin 2024).
  - Lefa, rappeur franço-sénégalais.
- 30 novembre :
  - Kaley Cuoco, actrice et mannequin américaine.

## Décès
- 9 novembre : Marie-Georges Pascal, actrice française (° 2 octobre 1946).
- 17 novembre : Lon Nol, président de la République cambodgienne (° 13 novembre 1913).
- 24 novembre : René Barjavel, écrivain et journaliste français (° 24 janvier 1911).
- 28 novembre : Karl Abt, peintre allemand (° 18 décembre 1899).